# Dakoticancridae
Dakoticancridae is een uitgestorven familie van de superfamilie Dakoticancroidea uit de infraorde krabben en omvat de volgende geslachten: 
- Avitelmessus  †  Rathbun, 1923
- Dakoticancer  †  Rathbun, 1917
- Seorsus  †  Bishop, 1988a
- Tetracarcinus  †  Weller, 1905